# Pelourinho do Folhadal

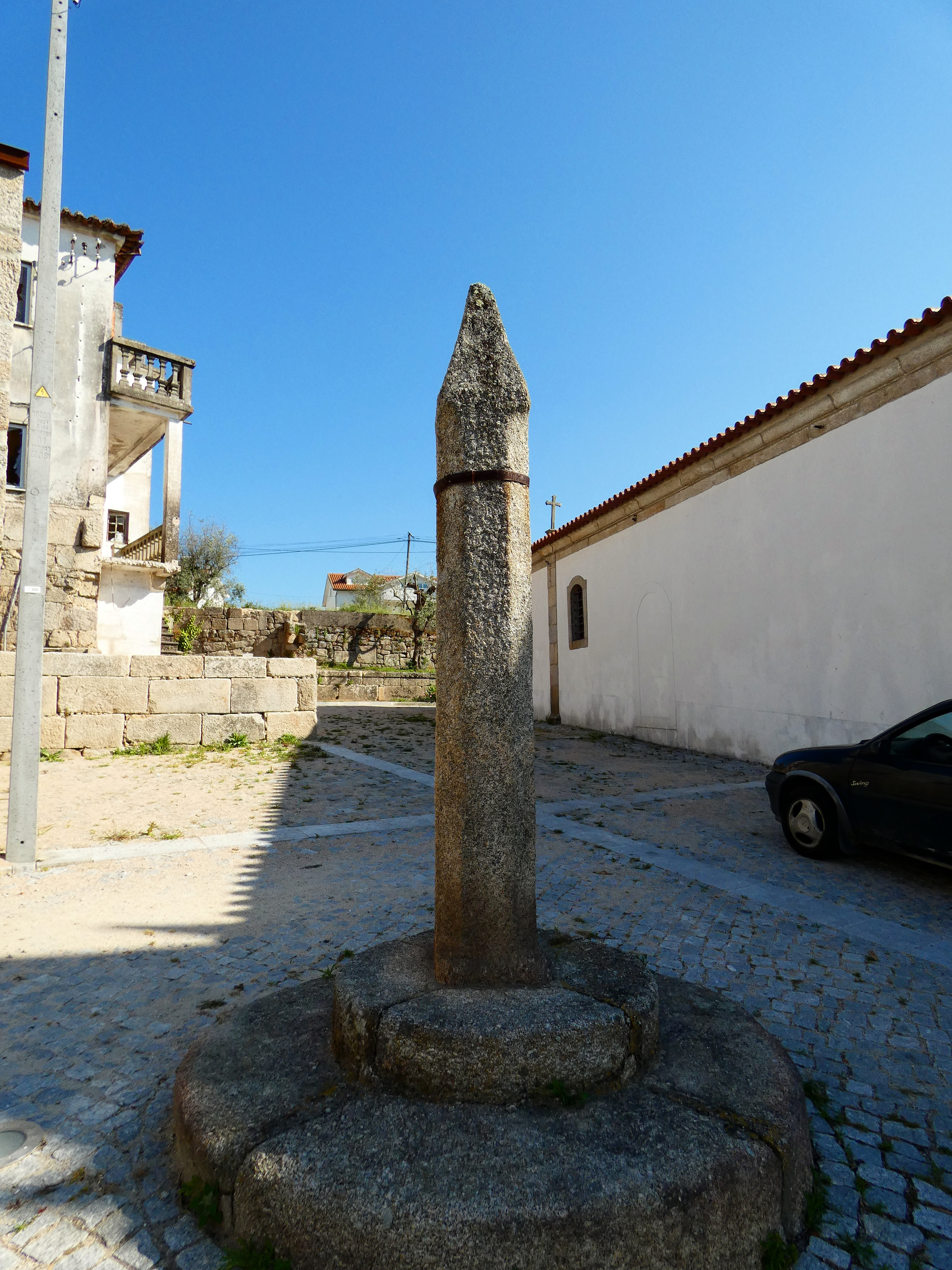
Pelourinho do Folhadal

O Pelourinho do Folhadal situa-se na aldeia do Folhadal, na freguesia e no município de Nelas, distrito de Viseu, em Portugal.
Está classificado como Imóvel de Interesse Público desde 1933.
O Pelourinho é um testemunho histórico da riqueza do passado da aldeia. Simboliza, nomeadamente, a atribuição de foral por D. Dinis a 26 dos seus moradores, o que acaba por ser um facto curioso, uma vez que existiam em seu redor diversas casas senhoriais e terrenos da Igreja.
Fica situado no Largo da Capela (agora renomeada Igreja) de Nossa Senhora da Tosse, bem conhecida pelas suas romarias à santa padroeira e à Santa Eufémia, realizadas na segunda e terça feira de Páscoa, sendo que a romaria a Santa Eufémia se repete depois a 16 de Setembro.

## Folhadal
Na localidade são igualmente representativas as alminhas, os fontanários, o marco geodésico no lugar do Cabeço e o Buraco da Moira, em redor do qual se desenvolveu a lenda da moira encanta. Assim como, as diversas sepulturas antropomórficas existentes, estando muito bem preservadas as duas sepulturas situadas no lugar das Fontainhas. Destaca-se, igualmente, a Orca do Folhadal.
O surgimento do Folhadal parece estar ligado ao surgimento de um dos seus primeiros aglomerados, o Vale do Gato, lugar que seria um importante entreposto comercial ligado à distribuição do sal pelo interior beirão. O sal subiria o rio Mondego e seria armazenado no Carregal do Sal e daí depois seguiria caminho até às localidades do sopé da Serra da Estrela, sendo o Vale do Gato um local de paragem obrigatória, provavelmente para dar descanso aos animais.
No Folhadal merece, ainda, relevo o trabalho associativo de várias gerações desenvolvido pelas gentes desta terra na Associação do Folhadal, um exemplo de união entre as gentes, apesar de eventuais diferenças.